# FA2H
FA2H (англ. Fatty acid 2-hydroxylase) – білок, який кодується однойменним геном, розташованим у людей на короткому плечі 16-ї хромосоми. Довжина поліпептидного ланцюга білка становить 372 амінокислот, а молекулярна маса — 42 791.
| 10         |  | 20         |  | 30         |  | 40         |  | 50         |
| ---------- |  | ---------- |  | ---------- |  | ---------- |  | ---------- |
| MAPAPPPAAS |  | FSPSEVQRRL |  | AAGACWVRRG |  | ARLYDLSSFV |  | RHHPGGEQLL |
| RARAGQDISA |  | DLDGPPHRHS |  | ANARRWLEQY |  | YVGELRGEQQ |  | GSMENEPVAL |
| EETQKTDPAM |  | EPRFKVVDWD |  | KDLVDWRKPL |  | LWQVGHLGEK |  | YDEWVHQPVT |
| RPIRLFHSDL |  | IEGLSKTVWY |  | SVPIIWVPLV |  | LYLSWSYYRT |  | FAQGNVRLFT |
| SFTTEYTVAV |  | PKSMFPGLFM |  | LGTFLWSLIE |  | YLIHRFLFHM |  | KPPSDSYYLI |
| MLHFVMHGQH |  | HKAPFDGSRL |  | VFPPVPASLV |  | IGVFYLCMQL |  | ILPEAVGGTV |
| FAGGLLGYVL |  | YDMTHYYLHF |  | GSPHKGSYLY |  | SLKAHHVKHH |  | FAHQKSGFGI |
| STKLWDYCFH |  | TLTPEKPHLK |  | TQ         |  |            |  |            |

A: Аланін

C: Цистеїн

D: Аспарагінова кислота

E: Глутамінова кислота

F: Фенілаланін

G: Гліцин

H: Гістидин

I: Ізолейцин

K: Лізин

L: Лейцин

M: Метіонін

N: Аспарагін

P: Пролін

Q: Глутамін

R: Аргінін

S: Серин

T: Треонін

V: Валін

W: Триптофан

Кодований геном білок за функцією належить до оксидоредуктаз. 
Задіяний у таких біологічних процесах, як метаболізм жирних кислот, метаболізм ліпідів, транспорт, біосинтез жирних кислот, біосинтез ліпідів, транспорт електронів, альтернативний сплайсинг. 
Білок має сайт для зв'язування з іонами металів, іоном заліза, гемом. 
Локалізований у мембрані, ендоплазматичному ретикулумі, мікросомах.